# Luis Fernando Pérez (pianista)
Luis Fernando Pérez (Madrid, España; 1977) es un pianista español.

## Biografía
Inició sus estudios en el Conservatorio de Pozuelo de Alarcón. En 1993 ingresó en la Escuela Superior de Música Reina Sofía donde continuó sus estudios de piano con el renombrado pedagogo ruso Dmitri Bashkírov, la profesora Galina Eguiazárova y música de cámara con la profesora Márta Gulyás (inglés). Al finalizar continuó su formación en la Hochschule für Musik Köln en Colonia (Alemania) con el profesor Pierre-Laurent Aimard.
En su carrera como solista ha actuado en múltiples escenarios de Europa, Estados Unidos, Japón y Brasil.

## Premios y reconocimientos
Ha recibido varios premios entre los que cabe destacar:
- Premio especial Franz Liszt en el concurso Internacional de Piano IBLA.
- Primer Premio Alicia de Larrocha o el premio especial al mejor intérprete en el Concurso Internacional Enrique Granados.
- Su grabación de la Suite Iberia de Albéniz ha sido aclamada por la crítica y por ella le concedieron la Medalla Albéniz.